# 1937 في النرويج
فيما يلي قوائم الأحداث التي وقعت خلال عام 1937 في النرويج.

## سياسة

### تعيين في المنصب
- 1 يناير – أدولف كريستوفيرسن نائب عضو برلمان النرويج  [لغات أخرى]‏.
- 1 يناير – أول جون اولسن عضو برلمان النرويج  [لغات أخرى]‏.
- 1 يناير – أولاف ميسدالشاغين عضو برلمان النرويج  [لغات أخرى]‏.
- 1 يناير – تريغفه لي عضو برلمان النرويج  [لغات أخرى]‏.
- 1 يناير – سفين نيلسن عضو برلمان النرويج  [لغات أخرى]‏.
- 1 يناير – كارل بي. رايت عضو برلمان النرويج  [لغات أخرى]‏.
- 1 يناير – كريستيان لودفيغ جنسن عضو برلمان النرويج  [لغات أخرى]‏.
- 1 يناير – كنوت جاكوبسن نائب عضو برلمان النرويج  [لغات أخرى]‏.
- 1 يناير – هارالد هالفورسن عضو برلمان النرويج  [لغات أخرى]‏.
- 1 يناير – هانس جون جنسن عضو برلمان النرويج  [لغات أخرى]‏.
- 1 يناير – يوهان لودفيغ موفينكل عضو برلمان النرويج  [لغات أخرى]‏.
- 1 يناير – يوهان نيغورسفول عضو برلمان النرويج  [لغات أخرى]‏.

## رياضة
- 1 يناير – كأس النرويج 1937 الفائز نادي ميوندالن.

## مواليد

### يناير
- 4 يناير – هارالد بارلي مصارع هاوي نرويجي.
- 12 يناير – كنوت بويي

### فبراير
- 1 فبراير – إريك أموندسين موسيقي نرويجي.
- 18 فبراير – هالي يورن هانسن
- 21 فبراير – هارلد الخامس ملك مملكة النرويج.

### أبريل
- 13 أبريل – بيرغ فوره سياسي نرويجي.
- 15 أبريل – جون جيه. ياكوبسن سياسي نرويجي.

### مايو
- 10 مايو – آرثر أرنتزن
- 15 مايو – كارين كروغ موسيقية نرويجية.

### يونيو
- 5 يونيو – كاري سيمونسن ممثلة نرويجية.
- 15 يونيو – بيورن نيلسن

### يوليو
- 4 يوليو – سونيا ملكة النرويج الملكة سونيا ملكة النرويج.

### سبتمبر
- 22 سبتمبر – بيورن بورغن لاعب كرة قدم نرويجي.
- 24 سبتمبر – بور كنودسن قس نرويجي.
- 26 سبتمبر – كارل غلاد قانوني نرويجي.

### أكتوبر
- 7 أكتوبر – هانس داهل
- 12 أكتوبر – بير كريستوفيرسن لاعب كرة قدم نرويجي.
- 30 أكتوبر – جوهانس إيدي رائد أعمال نرويجي.

### نوفمبر
- 29 نوفمبر – يوهان يورغن هولست سياسي نرويجي.

### ديسمبر
- 3 ديسمبر – ويلي راسموسن منافِس أوليمبي نرويجي.
- 23 ديسمبر – آرنه لارسن

## وفيات

### يناير
- 1 يناير – رودلف ايمانويل ياكوبسن (مواليد 1879) مهندس معماري نرويجي.
- 5 يناير – ينس أندرسن (مواليد 1866) رجل أعمال نرويجي.

### يوليو
- 27 يوليو – هانس داهل (مواليد 1849) فنان نرويجي.

### أغسطس
- 3 أغسطس – ألفرد يورغن براين (مواليد 1862) مهندس نرويجي.

### سبتمبر
- 13 سبتمبر – بالثازار لانج (مواليد 1854) مهندس معماري نرويجي.

### نوفمبر
- 5 نوفمبر – نيلس لارسن (مواليد 1888) ملحن نرويجي.

### ديسمبر
- 23 ديسمبر – نيلس كوليت فوجت (مواليد 1864) شاعر نرويجي.